# Димитров, Мартин (экономист)
Мартин Димитров Димитров (болг. Мартин Димитров Димитров; 13 апреля 1977, София) — болгарский экономист и политик, с 2008 по 2012 — председатель партии Союза демократических сил (СДС), сопредседатель Синей коалиции.

## Биография
Он является выпускником Университета национальной и мировой экономики в Софии, специализируется на международных экономических отношениях. С 2000 года работал в Институте рыночной экономики экономистом.
В 2005 году получил мандат депутата Народного собрания Болгарии от партии Союз демократических сил. С 2005 по 2006 он служил в качестве наблюдателя в Европарламенте, а после присоединения Болгарии к Европейскому Союзу с 1 января по 5 июня 2007 года членом Европейского парламента.

## Личная жизнь
Женат, владеет английским и французским языками.